# Stadtbus Ravensburg Weingarten

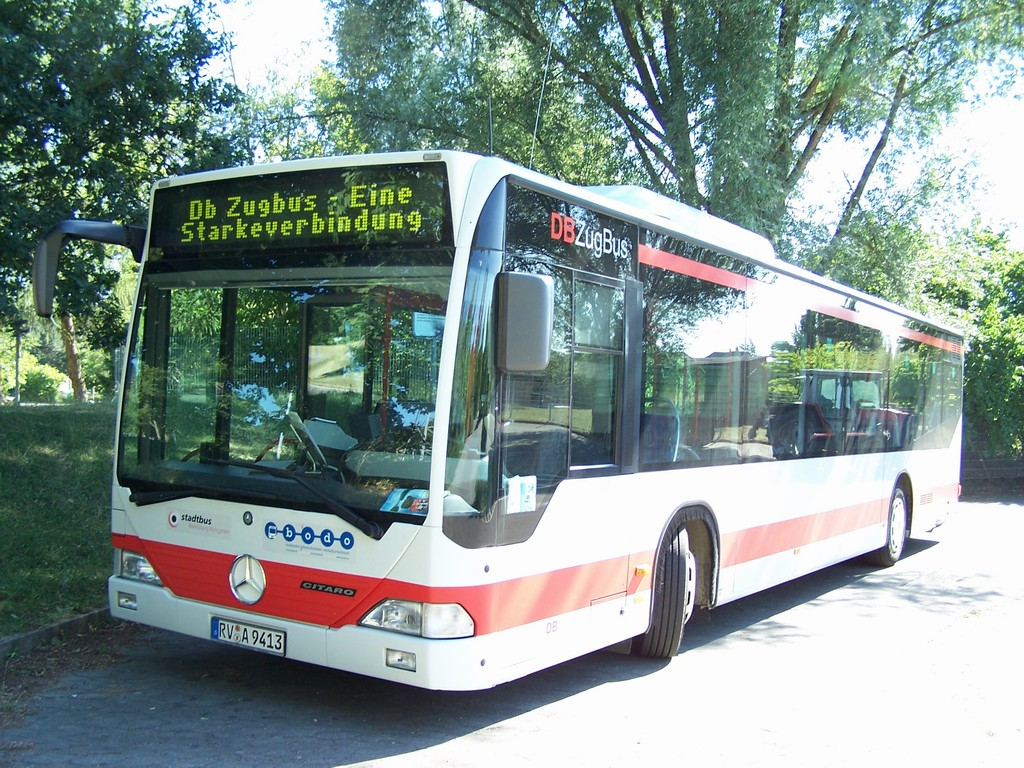
Niederflur-Stadtbus der RAB

Die Stadtbus Ravensburg Weingarten GmbH (Eigenschreibweise: stadtbus Ravensburg Weingarten GmbH) ist die Betreibergesellschaft des straßengebundenen öffentlichen Personennahverkehrs in Ravensburg, Weingarten sowie den umliegenden Gemeinden Baienfurt, Baindt, Berg, Bodnegg, Ebenweiler, Fleischwangen, Fronreute, Grünkraut und Wolpertswende. Die GmbH ist jedoch nur eine reine Verwaltungseinheit (Unternehmensverbund), das heißt, sie besitzt selbst weder Busse noch die entsprechenden Linienkonzessionen. Die heutige Vereinigung stadtbus Ravensburg Weingarten GmbH ging 2004 aus der nicht mehr existenten Vorgängervereinigung rundumbus Ravensburg Weingarten hervor, diese wiederum bestand seit 1996. Ebenfalls seit 2004 sind die Linien der stadtbus Ravensburg Weingarten GmbH in den Bodensee-Oberschwaben-Verkehrsverbund (bodo) integriert (Verbundstart am 1. Januar 2004). Es besteht seither im gesamten Landkreis Ravensburg und im benachbarten Bodenseekreis und seit 1. Januar 2018 auch im benachbarten Landkreis Lindau ein Gemeinschaftstarif mit einem einheitlichen Fahrpreis- und Tarifsystem.

## Gesellschafter
Die Konzessionen der Buslinien innerhalb des Unternehmensverbundes stadtbus Ravensburg Weingarten GmbH sind auf insgesamt fünf Unternehmen verteilt. Nach diesen Konzessionen richtet sich auch der prozentuale Anteil, welchen die einzelnen Unternehmen am gemeinsamen Unternehmensverbund haben. Als Besonderheit besitzen die Stadtwerke Ravensburg und die Stadtwerke Weingarten selbst jedoch keine eigenen Busse; sie beauftragen die RAB mit der tatsächlichen Durchführung der Fahrten auf den auf sie konzessionierten Linien:
| Name des Unternehmens                              | Anschrift       | Firmensitz       | Funktion                             | Anteil |
| -------------------------------------------------- | --------------- | ---------------- | ------------------------------------ | ------ |
| DB ZugBus Regionalverkehr Alb-Bodensee GmbH (RAB)  | Karlstr. 31–33  | 89073 Ulm        | Verkehrsunternehmen und Konzessionär | 45,2 % |
| Stadtwerke Ravensburg [1]                          | Schussenstr. 22 | 88212 Ravensburg | nur Konzessionär                     | 31,4 % |
| VBS Verkehrsbetriebe Schussental GmbH & Co. KG [2] | Bleicherstr. 28 | 88212 Ravensburg | Verkehrsunternehmen und Konzessionär | 13,4 % |
| Omnibus Grabherr GmbH [3]                          | Am Langholz 8   | 88289 Waldburg   | Verkehrsunternehmen und Konzessionär | 7,6 %  |
| Stadtwerke Weingarten [1]                          | Schussenstr. 22 | 88212 Ravensburg | nur Konzessionär                     | 2,4 %  |

[1] = die Stadtwerke Ravensburg und die Stadtwerke Weingarten sind unter dem Dach der Technische Werke Schussental GmbH & Co. KG vereint, es handelt sich de facto um ein gemeinsames Unternehmen
 
[2] = die Stadtwerke Ravensburg und die Stadtwerke Weingarten sind mehrheitlich an der VBS Verkehrsbetriebe Schussental GmbH & Co. KG beteiligt (vgl. dazu auch [1]), es handelt sich de facto um ein gemeinsames Tochterunternehmen
 
[3] = inklusive der ehemaligen Firma Buslinien Stauber GmbH & Co. KG, welche mittlerweile vollständig ins Unternehmen integriert wurde

## Linien, Konzessionen und Betreiber
In den Verbund der stadtbus Ravensburg Weingarten GmbH sind insgesamt 10 Buslinien integriert, darunter auch die nur selten bzw. nur saisonal verkehrende Sonderlinie 7A. Die Linien im Einzelnen:
| Linie | Konzession                   | Betreiber | Laufweg                                                                                                   | Verkehrstage | Takt (Hauptverkehrszeiten) | Bus         |
| ----- | ---------------------------- | --------- | --- | ------------ | -------------------------- | ----------- |
| 1     | Stadtwerke RV / RAB          | RAB       | Sulpach / Baindt – Baienfurt – Weingarten – RV Busbahnhof – Innenstadt – Weststadt – Hofgut / Schmalegg   | Mo - So      | 15 min                     | Gelenkbus   |
| 3     | Stadtwerke RV / RAB          | RAB       | RV Sonnenbüchel – Busbahnhof – Innenstadt – Südstadt – Weißenau – Eschach – Oberzell – Gornhofen          | Mo - So      | 15/(Hegaustraße 30 min)    | 50% Solobus |
| 4     | Stadtwerke RV / RAB          | RAB       | RV Busbahnhof – Innenstadt – Südstadt – Weißenau – Oberzell                                               | Mo–Sa (So 3) | 30/60 min                  | 90% Solobus |
| 5     | Stadtwerke RV / RAB          | RAB       | RV Busbahnhof – Weingarten – Lerchenfeld – Niederbiegen – Weidenösch – Baienfurt Schacherösch             | Mo–Fr        | Schultage 30 min sonst 60  | Solobus     |
| 6     | Stadtwerke WGT / RAB         | RAB       | Weingarten Lerchenfeld – Charlottenplatz – Dörfle (Oberstadt) – Hochschule                                | Mo–Sa (So 1) | 30 min                     | Solobus     |
| 7A    | Stadtwerke RV / RAB          | RAB       | [Badebus] RV Busbahnhof – Innenstadt – Flappachbad                                                        | Mo–So        | 60 Min                     | Solobus     |
| 14    | Stadtwerke WGT / RAB         | RAB       | [Ringverkehr] Löwenplatz – Charlottenplatz – Argonnenpark – Löwenplatz – Charlottenplatz (Rufbus)         | Mo - Fr      | -                          | Solobus     |
| 15    | Stadtwerke WGT / RAB         | RAB       | [Stadtbus Weingarten] BOB-Bahnhof – Löwenpl. – Stadtesch – Löwenpl. – Meisterhof – Löwenpl. – BOB-Bahnhof | Mo - Sa      | x2 alle 60 Min             | Solobus     |
| 20    | Verkehrsbetriebe Schussental | VBS       | RV Busbahnhof – Weingarten – Mochenwangen – Wolpertswende                                                 | Mo–So        | -                          | 75% Solobus |
| 21    | Verkehrsbetriebe Schussental | VBS       | RV Busbahnhof – Knollengraben – Grünkraut – Bodnegg                                                       | Mo–So        | -                          | Solobus     |

## Tarif
Zwar wurden die Linien der stadtbus Ravensburg Weingarten GmbH zum 1. Januar 2004 in den damals neu geschaffenen Bodensee-Oberschwaben Verkehrsverbund (bodo) integriert, d. h. bodo-Fahrkarten werden seither auch im Stadtbus anerkannt. Dennoch gilt in den Bussen der GmbH weiterhin ein besonderer Haustarif; so kostet eine Einzelfahrt im Stadtverkehr z. Z. pauschal 3,00 Euro, dies entspricht dem bodo-Tarif für eine Zone. Als Besonderheit gilt dieser Fahrpreis auch dann, wenn mit dem Stadtbus zwei Zonen (laut bodo-Tarif = ca. 3 Euro) oder drei Zonen (laut bodo-Tarif = ca. 3,80 Euro) durchfahren werden. Abweichend davon sind jedoch die Gemeinden Bodnegg, Ebenweiler, Fleischwangen, Fronreute und Wolpertswende nicht in diesen speziellen Stadttarif integriert, hier gilt wiederum der reguläre bodo-Verbundtarif.
Welche Orte und Haltestellen innerhalb des Stadtbustarifs liegen, kann dem Liniennetzplan des stadtbus Ravensburg Weingarten entnommen werden.
Seit dem 6. Juli 2024 können die Stadtbusse an Samstagen kostenlos benutzt werden. Wer das kostenlose Angebot nutzen möchte, benötigt aus statistischen Gründen einen digitalen Fahrschein.

## Daten
Die drei Verkehrsunternehmen im Verbund der stadtbus Ravensburg Weingarten GmbH (RAB, VBS und Grabherr) beschäftigen zusammen rund 180 Mitarbeiter im Fahrdienst, in den Werkstätten sowie in den Bereichen Verkauf und Verwaltung. Die gemeinsame Busflotte (überwiegend in einheitlicher Corporate identity in weißer Grundfarbe und roter Bauchbinde) besteht aus etwa 75 Bussen, darunter 20 Gelenkbussen. Jährlich werden 11 Millionen Fahrgäste befördert. Moderne Beschleunigungsmaßnahmen in der Innenstadt, die den Bussen im dichter werdenden Autoverkehr Vorfahrt gewähren, tragen dazu bei, dass die Abfahrtszeiten planmäßig eingehalten werden können. Zusätzlich zum Linienverkehr bieten die Verkehrsbetriebe mit ihren Stadt- und Überlandbussen auch Ausflugsfahrten an.

## Sonstiges
Die Beteiligung der Deutschen Bahn AG, vertreten durch ihre Tochtergesellschaft RAB, an der stadtbus Ravensburg Weingarten GmbH ist ein Relikt der 1959 verkehrenden Straßenbahn Ravensburg–Weingarten–Baienfurt. Diese war als einziger Straßenbahnbetrieb Deutschlands auf die Deutsche Bundesbahn konzessioniert, deren Rechtsnachfolge die Deutsche Bahn AG 1994 antrat. Die Durchführung von Stadtverkehren durch den Deutsche Bahn AG-Konzern ist dabei vergleichsweise selten und in diesem Fall auf den Betrieb der früheren Straßenbahn zurückzuführen. Normalerweise betreibt die DB Regio Bus, in der in der Regel Nachfolgegesellschaften der ehemaligen Bahnbussparte integriert sind, hauptsächlich Überlandverkehre.

## Galerie

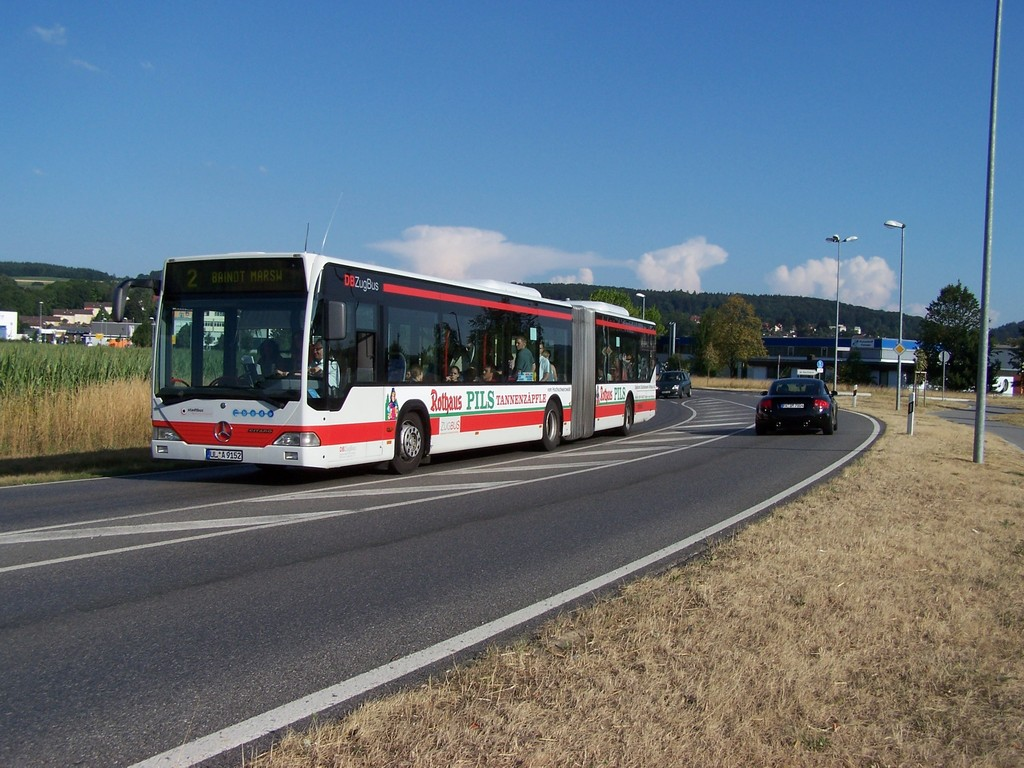
Niederflur-Stadtgelenkbus der RAB (DB ZugBus Regionalverkehr Alb-Bodensee)
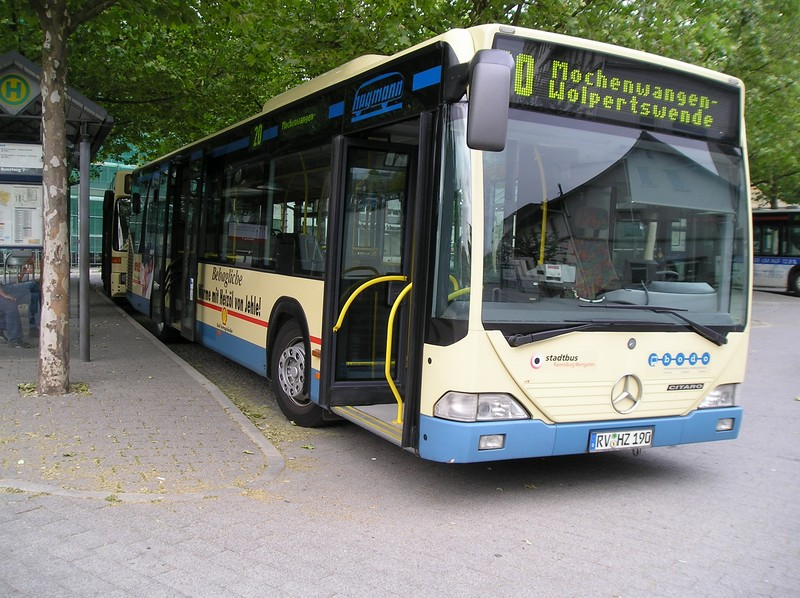
Niederflur-Stadtbus (Typ: Mercedes-Benz Citaro) der Firma Verkehrsbetrieb Hagmann, mittlerweile umfirmiert in Verkehrsbetriebe Schussental
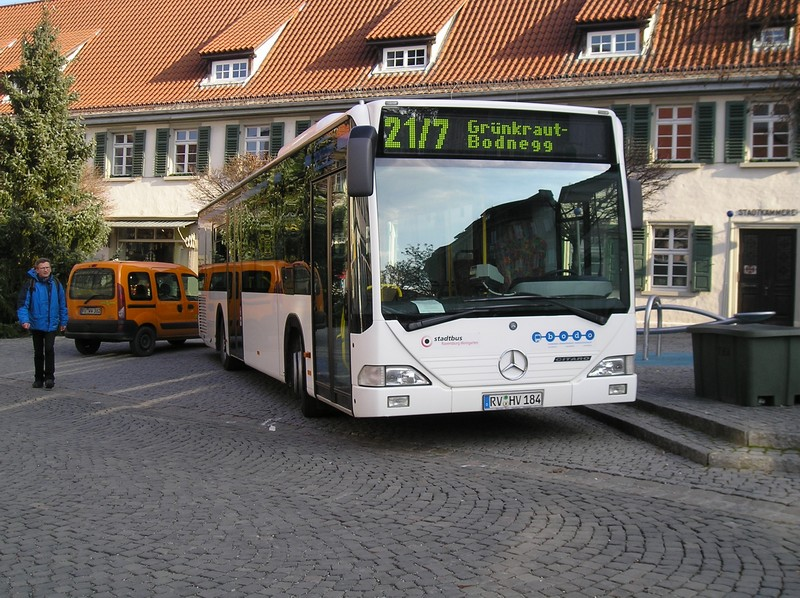
Niederflur-Stadtbus des Verkehrsbetriebs Hagmann, mittlerweile umfirmiert in Verkehrsbetriebe Schussental
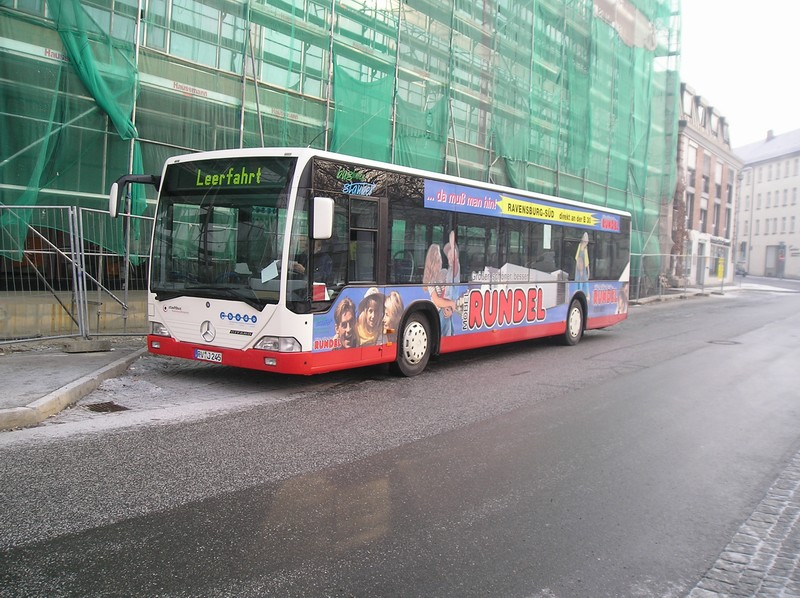
Niederflur-Stadtbus des ehemaligen Unternehmens Buslinien Stauber, mittlerweile aufgegangen im Unternehmen Omnibus Grabherr
Logo vom Stadtbus Ravensburg/Weingarten
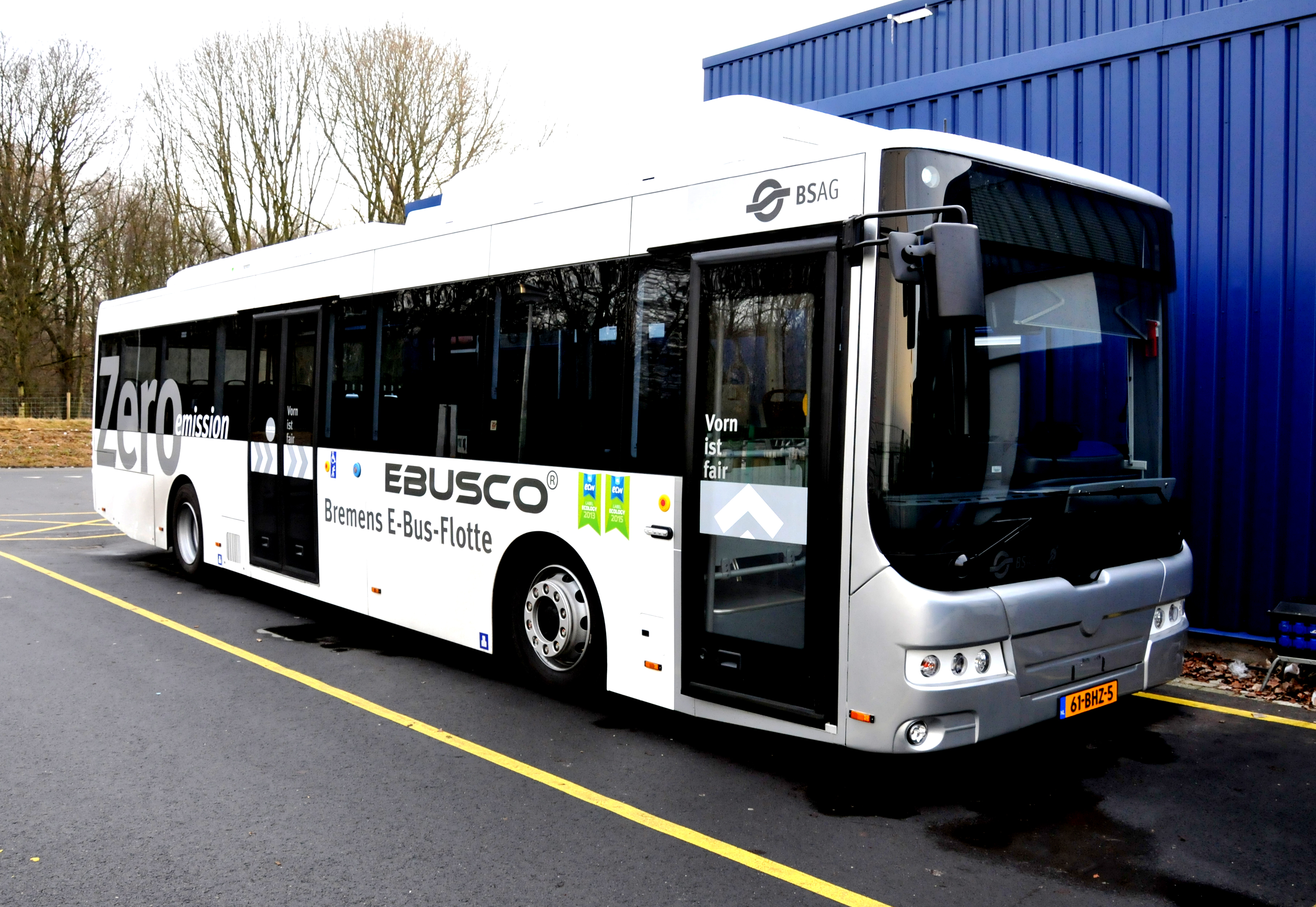
Ende 2023 erworbene Ebusco Busse für den Stadtbus Ravensburg Weingarten (5 Stück, nicht genau dieser Bus)